# Daucus gracilis
Daucus gracilis là một loài thực vật có hoa trong họ Hoa tán. Loài này được Steinh. mô tả khoa học đầu tiên năm 1838.